# Абдуллаев, Ровшан Абдулгусейн оглы
Ровша́н Абдулгусе́йн оглы́ Абдулла́ев (азерб. Rövşən Əbdülhüseyin oğlu Abdullayev; 16 января 1969 — 13 сентября 1992) — военнослужащий Вооружённых сил Республики Азербайджан, Национальный Герой Азербайджана (1995, посмертно).

## Биография
Родился Ровшан Абдуллаев 16 января 1969 года в Лерикском районе, Азербайджанской ССР. В 1976 году он поступил на обучение в первый класс школы в Лерикском районе, в дальнейшем продолжил обучение и закончил среднюю школу № 1 Астаринского района. Позже вместе с семьёй переехал в Ленкорань. В 1987 году Ровшан поступил в Санкт-Петербургское высшее военно-политическое училище. В 1991 году был направлен работать в Ростовское городское управление внутренних дел. Однако Ровшан настойчиво просил командование перевести его в Азербайджан, где вооружённый армяно-азербайджанский конфликт нарастал с каждым днём.
Вернувшись в Азербайджан, он поступил на службу в состав внутренних войск при МВД Республики Азербайджан. Через некоторое время молодого офицера направили в Зангелан. Был назначен командиром военного подразделения, в состав которого вошли 70 человек личного состава. Задача была защитить населённые пункты Зангеланского района. Отряд Абдуллаева действовал решительно и отважно. Именно силами этого подразделения были уничтожены несколько важных стратегических объектов противника, расположенных в Капанском районе.
13 сентября 1992 года противник внезапно перешёл в наступление на село Казанчы Зангеланского района. Командир Абдуллаев вместе с группой бойцов на автомобиле марки “ГАЗ-66” направился в Котельниково. Они приняли бой в пяти километрах от деревни. Ровшан отдал приказ отходить в ближайший лес, а сам остался прикрывать своих бойцов. В этом бою был тяжело ранен в руку, а затем в бедро, но не сдался противнику. Эвакуирован с поля боя и доставлен в Зангеланскую районную больницу. Из-за потери крови скончался.
Ровшан был не женат.

## Память
Указом Президента Азербайджанской Республики № 262 от 15 января 1995 года Ровшану Абдулгусейн оглы Абдуллаеву было присвоено звание Национального Героя Азербайджана (посмертно).
Похоронен на Ленкоранском городском кладбище.
В городе Ленкорань Национальному Герою Азербайджана установлен памятник. В Лерике дом культуры и улица носят имя Ровшана Абдуллаева.